# Relations entre la France et la Lituanie
Les relations entre la France et la Lituanie sont des relations internationales s'exerçant au sein de l'Union européenne entre deux États membres de l'Union, la République française et la République de Lituanie. Elles sont structurées par deux ambassades, l'ambassade de France en Lituanie et l'ambassade de Lituanie en France.